# Frank Bruno
Franklin Roy Bruno (ur. 16 listopada 1961 w Londynie) – brytyjski pięściarz, były mistrz świata federacji WBC w wadze ciężkiej.

## Kariera
Na pierwszy trening zaprowadził go ojciec, gdyż Bruno w młodzieńczym wieku sprawiał kłopoty wychowawcze.
Karierę amatorską zakończył bardzo szybko, mając zaledwie dwadzieścia jeden walk (rekord 20-1) na koncie. Zdążył jednak zdobyć jako najmłodszy w historii tytuł krajowy i zaczął przygodę z boksem zawodowym w 1982 roku od nokautu w pierwszej rundzie.
Bruno wygrał pierwsze dwadzieścia jeden zawodowych walk przed czasem. Trzy razy bezskutecznie podchodził do walki o tytuł – przegrywał kolejno z Timem Whitherspoonem, Mikiem Tysonem i Lennoxem Lewisem. Pas mistrzowski udało mu się zdobyć dopiero za czwartym razem, gdy wypunktował Olivera McCalla. Pas WBC stracił już jednak w pierwszej obronie pół roku później, na rzecz powracającego na tron po „odsiadce” Mike'a Tysona. Po tej walce zakończył zawodową karierę z bilansem 40 wygranych (38 wygranych przed czasem) i pięciu porażek.

## Problemy po zakończeniu kariery
W 2012 roku trafił do szpitala psychiatrycznego. Problemy ze zdrowiem psychicznym miał również tuż po zakończeniu kariery sportowej.